# Manuel Linares Rivas
Manuel Linares Rivas y Astray Caneda (Santiago di Compostela, 8 febbraio 1866 – Madrid, 3 febbraio 1938) è stato un politico, drammaturgo e giurista spagnolo.

## Biografia

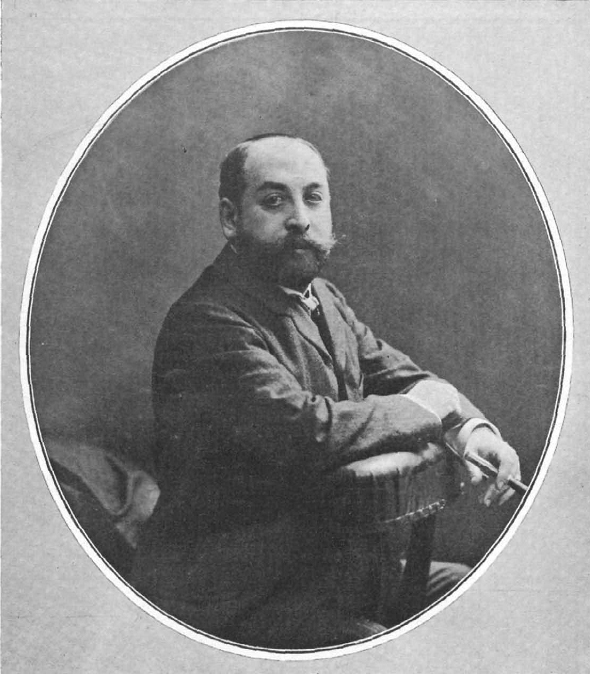
Manuel Linares Rivas prima del 1906

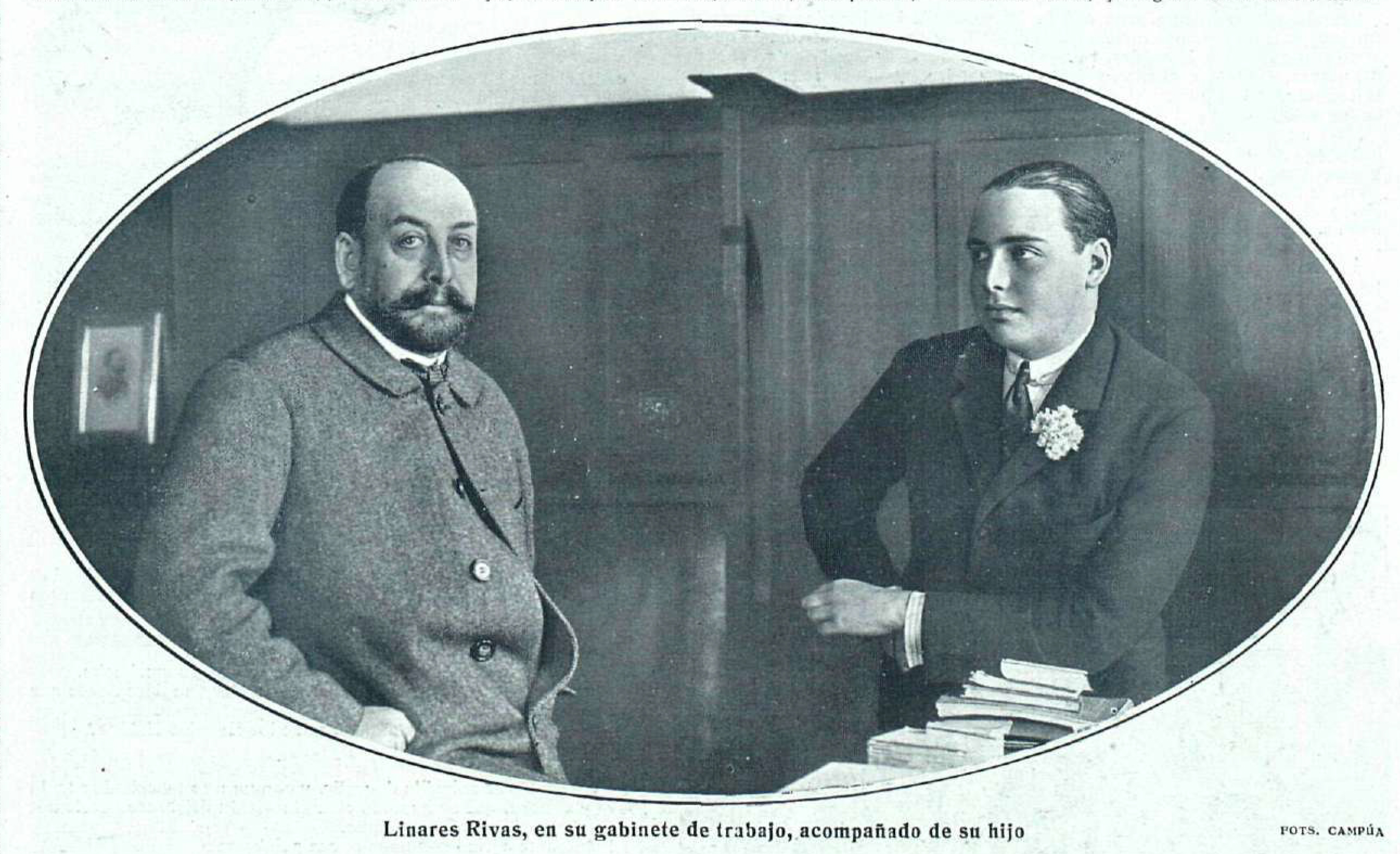
Linares Rivas nel suo gabinetto di lavoro, accompagnato da suo figlio, nel 1915

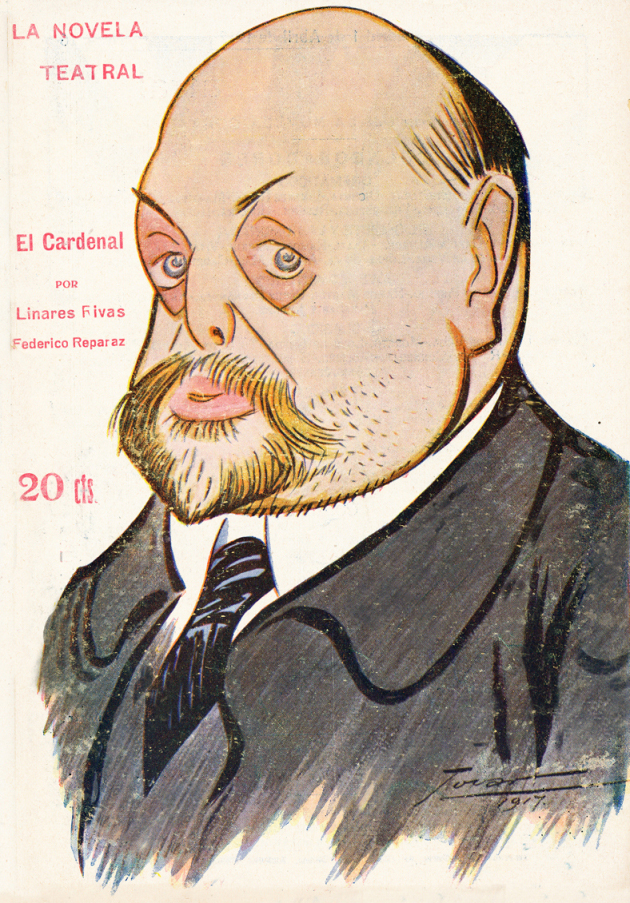
Caricatura di Linares Rivas eseguita da Manuel Tovar nel 1917

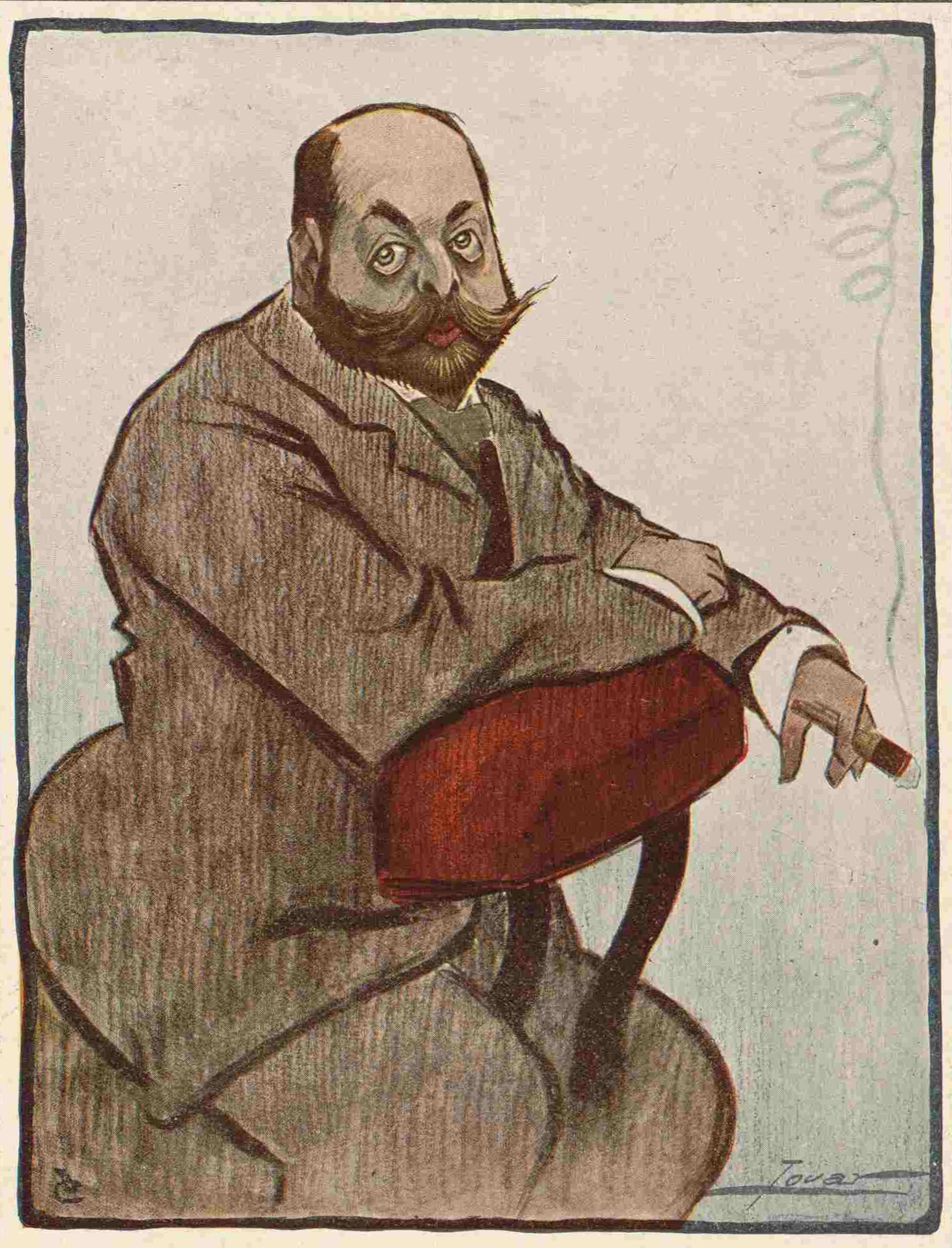
Caricatura di Linares Rivas eseguita da Manuel Tovar prima del 1907

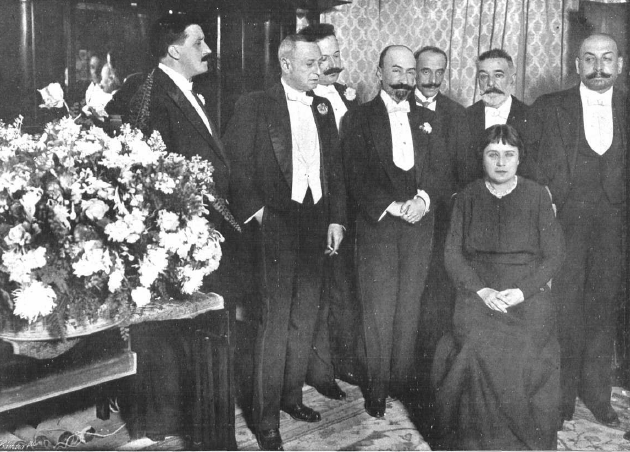
Fotografia che mostra l'attrice spagnola Rosario Pino circondata da vari autori teatrali in una sala del Teatro de la Princesa in occasione della performance di addio dell'artista. In piedi si possono vedere i fratelli Álvarez Quintero, Joaquín Dicenta, Jacinto Benavente, Gregorio Martínez Sierra, Miguel Ramos Carrión e Manuel Linares Rivas. 1914

### Nascita, famiglia e studi
Manuel Linares Rivas era figlio di Aureliano Linares Rivas, avvocato e politico galiziano, ministro di Antonio Cánovas del Castillo, presidente del Consiglio di Stato, accademico della Real Academia de Ciencias Morales y Políticas e senatore a vita, e di Adela Astray-Caneda y Álvarez-Builla.
Il futuro drammaturgo fu battezzato come Manuel Aureliano Linares Astray e con questi ultimi fu conosciuto all'inizio della sua carriera. Un anno dopo la morte di suo padre, chiese e ottenne "l'autorizzazione a usare i due cognomi di suo padre".
Seguendo i consigli del padre, studiò legge. Quando aveva solo ventiquattro anni, fu eletto deputato del distretto di Órdenes, ad La Coruña. Cinque anni dopo, gli fu diagnosticata una sordità incurabile e progressiva.

### Giornalismo, letteratura
Nel 1890 Linares Rivas si dedicò al giornalismo, collaborando con le riviste El Resumen ed El Nacional, oltre che al teatro, esordendo a Madrid con l'opera in un atto Carolinas, ma non ottenne immediatamente il successo. Il 10 ottobre 1894 sposò Elisa Soujol O'Connor, una vedova catalana benestante.
Nel 1901 Linares Rivas pubblicò il suo primo racconto Un ilustrísimo señor (Un Signore Illustre).
Nel 1903, il celebre attore Fernando Díaz de Mendoza accettò la sua opera Aire de fuera (Aria di fuori), per presentarla in anteprima. Questa commedia in tre atti e in prosa risultò un grande successo, suscitando contemporaneamente una grande polemica per il suo tema: una denuncia della condizione matrimoniale della donna, in assenza di amore. Da quel momento in poi, Linares Rivas è diventato un drammaturgo di successo. Negli stessi giorni che decretarono il successo dell'autore, suo padre si spense e Linares Rivas scrisse nella dedica del libro El Teatro Moderno: «La mia prima paura della morte e il mio primo aspetto della gloria».
Linares Rivas seguì le orme de padre: come lui, si occupò di politica, diventando deputato, ministro dello sviluppo, senatore a vita dal 1920, con il partito conservatore, e accademico della Real Academia de Jurisprudencia e della Real Academia Española, dal 15 maggio 1921.
In campo teatrale, realizzò più di cento opere, rappresentate da attori e attrici quali María Guerrero, Fernando Díaz de Mendoza, Rosario Pino, Maria Álvarez Tubau ed Emilio Thuillier.
Dal 1903 fino alla sua morte, è l'autore con il maggior numero di opere pubblicate in importanti collezioni come La Farsa o El Teatro Moderno. Per Federico Carlos Sainz de Robles «avere un lavoro di Linares Rivas è stato il culmine delle aspirazioni di tante aziende sceniche filmate e vibrate sul palco».
Anche la sua tournée attraverso l'America Ispanica, nel 1926, ottenne grandi consensi.

### Stile e pensiero letterario
Scrisse romanzi, leggende storiche, oltre che opere teatrali, che evidenziarono l'influenza del drammaturgo Jacinto Benavente, per l'ambientazione borghese, per la caratterizzazione dei personaggi, per l'acutezza della trama; invece Linares Rivas si dimostrò più originale nel meccanicismo e nel gusto di polemizzare, approfondendo in lavori a tesi problemi psicologici, sociali e giudiziarî.
Linares Rivas fu il principale rappresentante del cosiddetto "teatro sociale", con tendenze naturaliste, descrivendo e difendendo gli interessi sociali e politici della piccola borghesia e del proletariato.
È notevole la somiglianza che Linares Rivas offre con il poeta e filosofo Ramón de Campoamor nella miscela, veramente originale, di dottrine e comportamenti: entrambi conservatori, pacifici borghesi nella vita e, tuttavia, nella letteratura, rivoluzionari. Erano momenti di lotta contro la disuguaglianza, contro i privilegi di classe o aziendale, della ricerca di una cultura di massa, e quello che intendeva realizzare Linares Rivas era rigenerare la società abbattendo i tabù sociali, umanizzando la legge e migliorando i rapporti personali tra uomini e donne. I mezzi che usava per realizzare i suoi scopi erano i suoi drammi, in cui esponeva i mali sociali e offriva idee per eliminarli.

## Opere principali

### Teatro
- El camino de la gloria y La ciencia de los hombres (1893);
- Aire de fuera (1903);
- El abolengo (1904);
- María Victoria (1904);
- La cizaña (1905);
- Bodas de plata (1906);
- Añoranzas (1906);
- La fuente amarga (1910);
- El caballero lobo, (1910);
- El buen demonio (1911);
- La raza (1911);
- Doña Desdenes (1912);
- Flor de los pazos (1912);
- Camino adelante (1913);
- Como buitres (1913);
- La fuerza del mal (1914);
- La garra (1914);
- La espuma del champagne (1915);
- Fantasmas (1915);
- Toninadas (1916);
- Las zarzas del camino (1917);
- En cuerpo y alma (1918);
- Calixto (1919);
- Cristobalón, (1920);
- Almas brujas (1922);
- La mala ley (1923);
- La jaula de la leona (1924);
- Alma de aldea (1924);
- Cuando empieza la vida (1924);
- Primero, vivir... (1926);
- A martillazos (1927);
- Mal año de lobos (1927);
- El rosal de las tres rosas (1928);
- Hilos de araña, (1929);
- Sancho Avendaño, (1930);
- La cizaña, (1930);
- ¡Déjate querer, hombre! (1931);
- Todo Madrid lo sabía... (1931);
- Cobardías;
- Lo pasado, o cocluido o guardado;
- Pájaro sin alas;
- Lo posible;
- En cuarto creciente;
- El mismo amor;
- Nido de águilas;
- Lo que engaña la verdad.

### Romanzi
- El caballero Pedrín;
- Pau de los Pedreles;
- Lo que no vale la pena;
- Lo difícil que es ir al cielo.